# Srbijanski parlamentarni izbori 2008.
Srbijanski parlamentarni izbori 2008. održani su 11. svibnja 2008.

## Stanje prije izbora
Raspisivanju izbora prethodila je kriza koja je nastala oko Kosova. Pošto su Albanci 17. veljače 2008. proglasili neovisnost Kosova, što je uskoro priznalo više desetina zemalja u svijetu. Srbijanski predsjednik, Boris Tadić, zatražio je da Srbija nastavi pregovore o priključenju Europskoj uniji tako što će potpisati Sporazum o stabiliziranju i pridruživanju, iako je više zemalja članica EU priznalo kosovsku neovisnost. Tadašnji srbijanski premijer, Vojislav Koštunica, oštro se usprotivio nastavljanju pregovora Srbije i EU. Tako se i srpska Vlada podijelila - Demokratska stranka i G 17+ zatražili su potpisivanje SSP-a, dok su Demokratska stranka Srbije i Nova Srbija bili protiv. Kraj krize uslijedio je 8. ožujka, kada je Vojislav Koštunica zatražio raspisivanje izvanrednih izbora za svibanj. Pet dana kasnije, 13. ožujka, izbori su službeno raspisani za svibanj.

## Rezultati glasovanja
Koalicija za europsku Srbiju (Boris Tadić) osvojila je 102 zastupnička mjesta, Srpska radikalna stranka 78, Demokratska stranka Srbije/Nova Srbija 30, koalicija Socijalistička partija Srbije-Partija ujedinjenih penzionera Srbije-Jedinstvena Srbija 20, Liberalno-demokratska partija 13, a političke stranke nacionalnih manjina ukupno 7 zastupničkih mjesta.

## Posljedice izbora
Tijekom lipnja, Tadićeva koalicija za europsku Srbiju uspjela je da postigne sporazum o formiranju nove Vlade Srbije s koalicijom oko Socijalističke partije Srbije. Tako je, najprije, 25. lipnja Slavica Đukić-Dejanović izabrana za novu predsjednicu Skupštine Srbije. A 7. srpnja, izabrana je nova srpska Vlada na čije čelo je došao Mirko Cvetković. Lider SPS-a, Ivica Dačić, postao je njegov zamjenik i ministar unutarnjih poslova.